# Macrostylis emarginata
Macrostylis emarginata är en kräftdjursart som beskrevs av Boris Vladimirovich Mezhov 2000. Macrostylis emarginata ingår i släktet Macrostylis och familjen Macrostylidae. Inga underarter finns listade i Catalogue of Life.